# EM indendørs i atletik 2011
EM indendørs i atletik 2011 er det 31. indendørs europamesterskab i atletik, som afholdes i perioden 4-6. marts i Paris-Bercy i Frankrig.

## Medaljevindere

### Mænd
| Disciplin     | Guld                                                              | Sølv                                                           | Bronze                                                            |
| ------------- | ----------------------------------------------------------------- | -------------------------------------------------------------- | ----------------------------------------------------------------- |
| 60 meter      | Francis Obikwelu 6,53 NR EL                                       | Dwain Chambers 6,54 SB                                         | Christophe Lemaitre 6,58                                          |
| 400 meter     | Leslie Djhone 45,54 NR EL                                         | Thomas Schneider 46,42                                         | Richard Buck 46,62                                                |
| 800 meter     | Adam Kszczot 1,47,87                                              | Marcin Lewandowski 1,48,23                                     | Andrew Osagie 1,48,35                                             |
| 1500 meter    | Manuel Olmedo 3,41,03 SB                                          | Kemal Koyuncu 3,41,18 NR                                       | Bartosz Nowicki 3,41,48                                           |
| 3000 meter    | Mo Farah 7,53,00                                                  | Hayle Ibrahimov 7,53,32                                        | Halil Akkas 7,54,19                                               |
| 60 meter hæk  | Petr Svoboda 7,49                                                 | Garfield Darien 7,56 =PB                                       | Adrien Deghelt 7,57 PB                                            |
| Højdespring   | Ivan Ukhov 2,38 =WL                                               | Jaroslav Bába 2,34 SB                                          | Aleksandr Shustov 2,34 PB                                         |
| Stangspring   | Renaud Lavillenie 6,03 WL NR CR                                   | Jérôme Clavier 5,76                                            | Malte Mohr 5,71                                                   |
| Længdespring  | Sebastian Bayer 8,16 SB                                           | Kafétien Gomis 8,03 SB                                         | Morten Jensen 8,00 SB                                             |
| Trespring     | Teddy Tamgho 17,92 WR                                             | Fabrizio Donato 17,73 NR                                       | Marian Oprea 17,62 SB                                             |
| Kuglestød     | Ralf Bartels 21,16 EL                                             | David Storl 20,75 SB                                           | Maxim Sidorov 20,55                                               |
| Syvkamp       | Andrei Krauchanka 6282 EL                                         | Nadir El Fassi 6237                                            | Roman Šebrle 6178                                                 |
| 4 x 400 meter | 3,06,17 NR Marc Macedot Leslie Djhone Mamoudou Hanne Yoan Décimus | 3,06,46 Nigel Levine Nick Leavey Richard Strachan Richard Buck | 3,06,57 Jonathan Borlée Antoine Gillet Nils Duerinck Kevin Borlée |

### Kvinder
| Disciplin     | Guld                                                                         | Sølv                                                                 | Bronze                                                       |
| ------------- | ---------------------------------------------------------------------------- | -------------------------------------------------------------------- | ------------------------------------------------------------ |
| 60 meter      | Olesya Povh 7,13 =EL                                                         | Mariya Ryemyen 7,15 =PB                                              | Ezinne Okparaebo 7,20                                        |
| 400 meter     | Denisa Rosolová 51,76 PB                                                     | Olesya Krasnomovets 51,80                                            | Kseniya Zadorina 52,03                                       |
| 800 meter     | Yevgeniya Zinurova 2,00.19                                                   | Jennifer Meadows 2,00,50                                             | Yuliya Rusanova 2,00,80                                      |
| 1500 meter    | Yelena Arzhakova 4,13,78                                                     | Nuria Fernández 4,14,04                                              | Yekaterina Martynova 4,14,16                                 |
| 3000 meter    | Helen Clitheroe 8,56,66                                                      | Olesya Syreva 8,56,69                                                | Lidia Chojecka 8,58,30                                       |
| 60 meter hæk  | Carolin Nytra 7,80 EL                                                        | Tiffany Ofili 7,80 NR, =EL                                           | Christina Vukicevic 7,83 NR                                  |
| Højdespring   | Antonietta Di Martino 2,01                                                   | Ruth Beittia 1,96                                                    | Ebba Jungmark 1,96 PB                                        |
| Stangspring   | Anna Rogowska 4,85 NR =EL                                                    | Silke Spiegelburg 4,75                                               | Kristina Gadschiew 4,65                                      |
| Længdespring  | Darya Klishina 6,80                                                          | Naide Gomes 6,79 SB                                                  | Yuliya Pidluzhnaya 6,75 PB                                   |
| Trespring     | Simona La Mantia 14,60 WL                                                    | Olesya Zabara 14,45 SB                                               | Dana Velďáková 14,39 SB                                      |
| Kuglestød     | Anna Avdeyeva 18,70 SB                                                       | Christina Schwanitz 18,65                                            | Josephine Terlecki 18,09 PB                                  |
| Femkamp       | Antoinette Nana Djimou Ida 4723 WL, NR                                       | Austra Skujytė 4706 WL                                               | Remona Fransen 4665 WL                                       |
| 4 x 400 meter | 3,29,34 Kseniya Zadorina Kseniya Vdovina Yelena Migunova Olesya Krasnomovets | 3,31,36 Kelly Sotherton Lee McConnell Marilyn Okoro Jennifer Meadows | 3,32,16 Muriel Hurtis Laetitia Denis Marie Gayot Floria Guei |

## Deltagende nationer
|  | Denne artikel eller sektion om sport er forældet eller ikke opdateret. Se artiklens diskussionsside eller historik. |

| - (2) - (2) - (2) - (5) - (3) | - (5) - (2) - (8) - (5) - (3) | - (3) - (10) - (11) - (6) - (5) | - (2) - (25) - (2) - (5) - (4) | - (7) - (2) - (3) - (15) - (3) | - (2) - (9) - (2) - (2) - (2) | - (2) - (2) - (2) - (6) - (5) | - (14) - (6) - (6) - (30) - (4) | - (5) - (2) - (3) - (5) - (16) | - (8) - (5) - (21) - (12) |

## Danske deltagere
- Morten Jensen Sparta Atletik Længdespring  Bronze 8,00
- Anders Møller Sparta Atletik Trespring 6. plads 16,72
- Janick Klausen Århus 1900 Højdespring 7. plads 2,25, 2,27 tDR i kvalifikationen
- Kim Juhl Christensen Sparta Atletik Kuglestød 15. plads 19,16
- Caroline Bonde Holm Sparta Atletik Stangspring 15. plads 4,15
- Nick Petersen Sparta Atletik Kuglestød 16.plads 19,00
- Iben Høgh-Pedersen Randers Freja Stangspring 19. plads 3,90
- Peder Pawel Nielsen Århus 1900 Trespring 20. plads 15,97
- Nick Ekelund-Arenander Københavns IF 400 meter 23. plads 48,55
- Andreas Bube Bagsværd AC 800 meter 23. plads 1,53,18
- Andreas Martinsen AK-Holstebro 60 meter hæk 23. plads 8,38, fald over sidste hæk.